# 6de Oscaruitreiking
De 6de Oscaruitreiking, waarbij prijzen werden uitgereikt aan de beste prestaties in films uitgebracht tussen 1 augustus 1932 en 31 december 1933, vond plaats op 16 maart 1934 in het Ambassador Hotel in Los Angeles. De ceremonie werd gepresenteerd door Will Rogers.
De grote winnaar van de avond was Cavalcade, met in totaal vier nominaties en drie Oscars.

## Winnaars en genomineerden

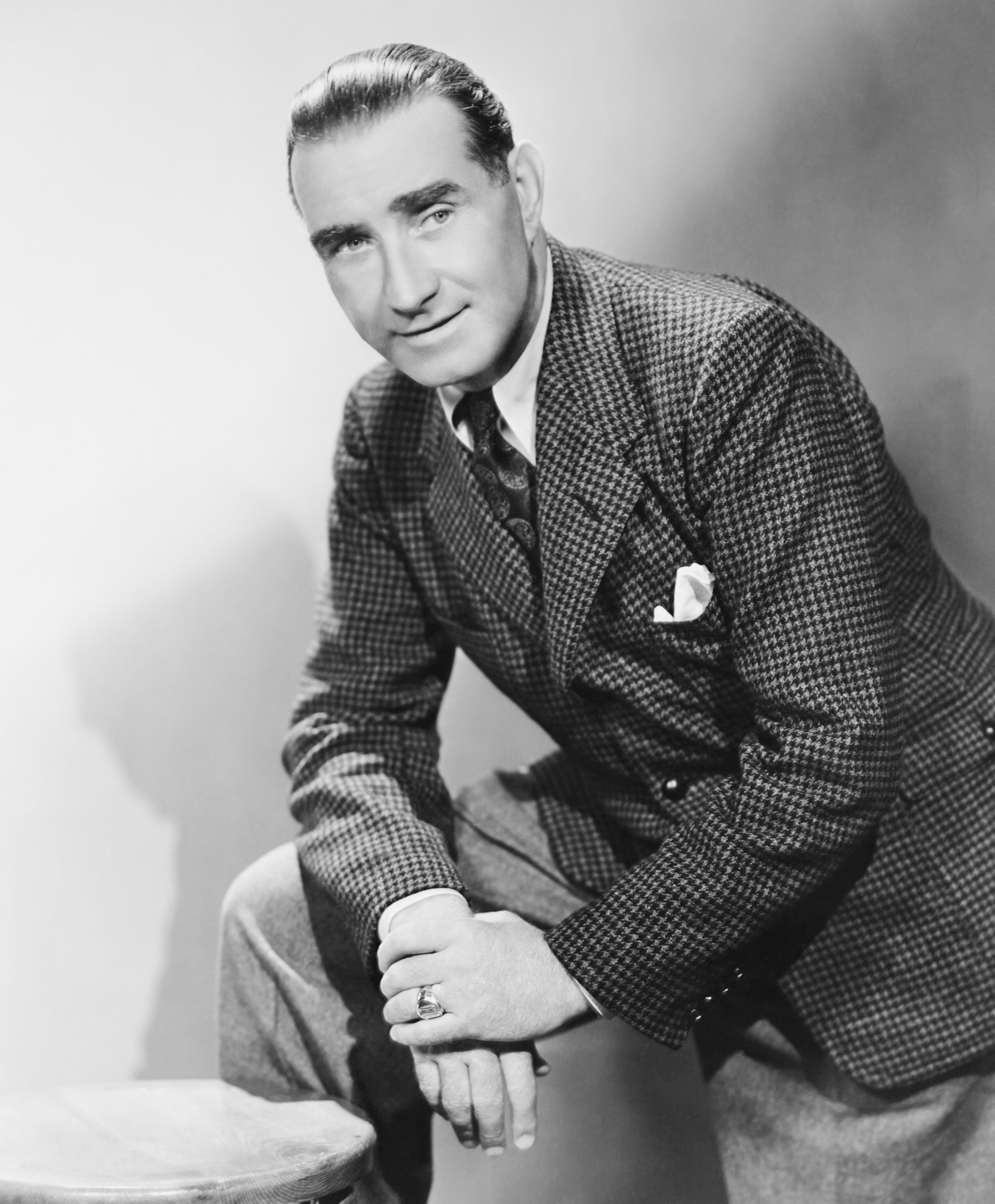
Frank Lloyd, beste regisseur

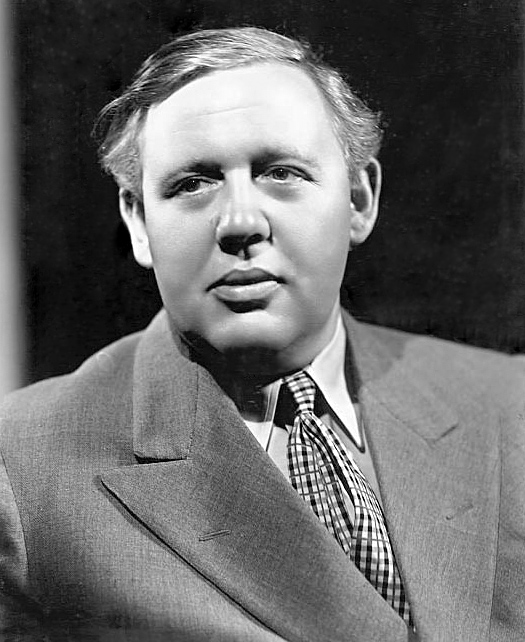
Charles Laughton, beste acteur

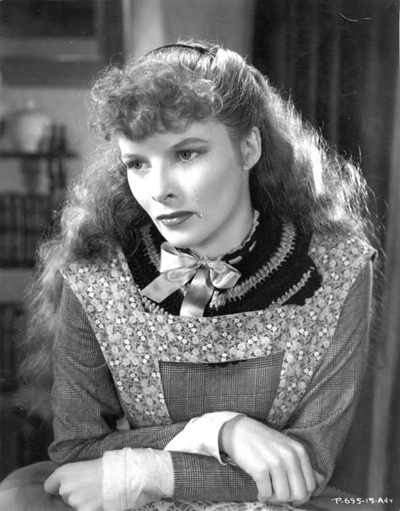
Katharine Hepburn, beste actrice

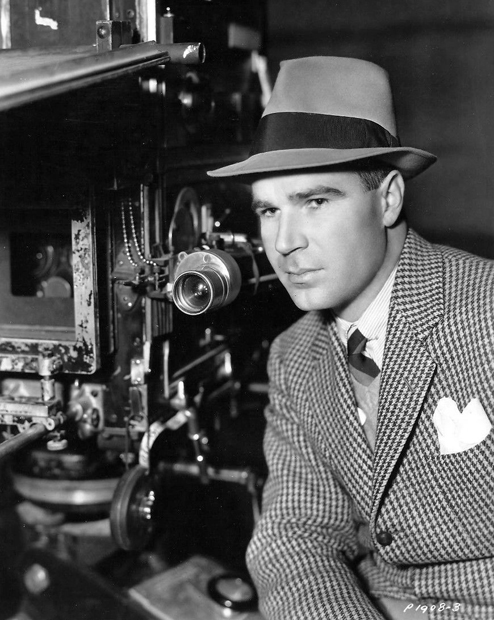
Charles Bryant Lang jr., beste camerawerk

De winnaars staan bovenaan in vet lettertype.

#### Beste film
- Cavalcade - Fox
  - 42nd Street - Warner Bros.
  - A Farewell to Arms - Paramount
  - I Am a Fugitive from a Chain Gang - Warner Bros.
  - Lady for a Day - Columbia
  - Little Women - RKO Radio
  - The Private Life of Henry VIII - London Films
  - She Done Him Wrong - Paramount
  - Smilin' Through - Metro-Goldwyn-Mayer
  - State Fair - Fox

#### Beste regisseur
- Frank Lloyd - Cavalcade
  - Frank Capra - Lady for a Day
  - George Cukor - Little Women

#### Beste acteur
- Charles Laughton - The Private Life of Henry VIII
  - Leslie Howard - Berkeley Square
  - Paul Muni - I Am a Fugitive from a Chain Gang

#### Beste actrice
- Katharine Hepburn - Morning Glory
  - May Robson - Lady for a Day
  - Diana Wynyard - Cavalcade

#### Beste bewerkte scenario
- Little Women - Victor Heerman en Sarah Y. Mason
  - Lady for a Day - Robert Riskin
  - State Fair - Paul Green en Sonya Levien

#### Beste verhaal
- One Way Passage - Robert Lord
  - The Prizefighter and the Lady - Frances Marion
  - Rasputin and the Empress - Charles MacArthur

#### Beste camerawerk
- A Farewell to Arms - Charles Bryant Lang jr.
  - Reunion in Vienna - George J. Folsey
  - The Sign of the Cross - Karl Struss

#### Beste artdirection
- Cavalcade - William S. Darling
  - A Farewell to Arms - Hans Dreier en Roland Anderson
  - When Ladies Meet - Cedric Gibbons

#### Beste geluid
- A Farewell to Arms - Paramount Studio Sound Department, Franklin B. Hansen
  - 42nd Street - Warner Bros. Studio Sound Department, Nathan Levinson
  - Gold Diggers of 1933 - Warner Bros. Studio Sound Department, Nathan Levinson
  - I Am a Fugitive from a Chain Gang - Warner Bros. Studio Sound Department, Nathan Levinson

#### Beste korte film

##### Komedie
- So This Is Harris - Louis Brock
  - Mister Mugg - Warren Doane
  - A Preferred List - Louis Brock

##### Vernieuwend
- Krakatoa - Joe Rock
  - Menu - Pete Smith
  - The Sea - Educational Pictures

#### Beste korte animatiefilm
- Three Little Pigs - Walt Disney
  - Building a Building - Walt Disney
  - The Merry Old Soul - Walter Lantz

#### Beste regieassistent
- Charles Barton (Paramount)
- Scott Beal (Universal)
- Charles Dorian (Metro-Goldwyn-Mayer)
- Fred Fox (United Artists)
- Gordon Hollingshead (Warner Bros.)
- Dewey Starkey (RKO Radio)
- William Tummel (Fox)
  - Al Alborn (Warner Bros.)
  - Sidney S. Brod (Paramount)
  - Bunny Dull (Metro-Goldwyn-Mayer)
  - Percy Ikerd (Fox)
  - Arthur Jacobson (Paramount)
  - Eddie Killey (RKO Radio)
  - Joe McDonough (Universal)
  - W.J. Reiter (Universal)
  - Frank X. Shaw (Warner Bros.)
  - Benjamin Silvey (United Artists)
  - John Waters (Metro-Goldwyn-Mayer)

## Films met meerdere nominaties
De volgende films ontvingen meerdere nominaties: 
| Nominaties | Film                              | Awards |
| ---------- | --------------------------------- | ------ |
| 4          | Cavalcade                         | 3      |
| 4          | A Farewell to Arms                | 2      |
| 4          | Lady for a Day                    |        |
| 3          | I Am a Fugitive from a Chain Gang |        |
| 3          | Little Women                      | 1      |
| 2          | 42nd Street                       |        |
| 2          | The Private Life of Henry VIII    | 1      |
| 2          | State Fair                        |        |